# Тавокони (језеро)
Тавокони (енгл. Lake Tawakoni) је вештачко језеро у Сједињеним Америчким Државама. Налази се на територији америчке савезне државе Тексас. Површина језера износи 148 km².